# Philip Türpitz
Philip Türpitz (* 23. August 1991 in Laupheim) ist ein deutscher Fußballspieler. Er spielt auf der Position des Mittelfeldspielers.

## Karriere
In seiner Jugendzeit spielte Türpitz die meiste Zeit für den TSV Rißtissen und den SSV Ulm 1846. Im Jahr 2009 nahmen ihn die Stuttgarter Kickers in ihre erste Mannschaft auf. Nach vier Jahren in Stuttgart sammelte Türpitz von 2012 bis 2014 weitere Erfahrung in der Regionalliga bei der Reservemannschaft des FC Schalke 04 und bei den Sportfreunden Lotte. Nach über 100 Viertligaspielen nahm ihn der Chemnitzer FC zur Saison 2014/15 unter Vertrag.
Nach drei Jahren als Stammspieler in Chemnitz wechselte Türpitz zur Saison 2017/18 zum Drittligarivalen 1. FC Magdeburg. Hier erzielte er 17 Tore in 34 Spielen und stieg mit dem FCM in die 2. Bundesliga auf. In seiner ersten 2. Ligaspielzeit konnte er am 4. Spieltag bei der 1:2-Niederlage gegen Holstein Kiel sein erstes 2. Liga Tor erzielen. Insgesamt erzielte er in seiner ersten 2. Ligasaison 7 Tore und war damit hinter Christian Beck (16 Tore) der zweiterfolgreichste Torjäger seines Vereins. Besonders spektakulär war dabei sein Siegtreffer in der Nachspielzeit am 28. Spieltag beim 2:1 gegen den Hamburger SV.
Nach dem direkten Wiederabstieg in die 3. Liga lehnte der Offensivspieler im Frühjahr 2019 Angebote zu einer Verlängerung seines auslaufenden Vertrages ab und schloss sich dem SV Sandhausen an, bei dem er einen Zweijahresvertrag erhielt. Bei dem Team aus dem Heidelberger Umland wurde er in der Spielzeit 2019/20 in 26 Spielen eingesetzt und erzielte in diesen 3 Tore, dabei spielentscheidende Treffer wie beim 3:2-Sieg gegen 1. FC Nürnberg am 4. Spieltag oder beim 4:4 gegen den VfL Bochum am 24. Spieltag. Dabei wurde er in dieser Spielzeit hinter Kevin Behrens und Julius Biada meist als Einwechselspieler auf der Angriffsposition eingesetzt, in 6 der 26 Spiele stand er in der Startformation vom SV Sandhausen. In der Folgespielzeit 2020/21 spielte er, nach der Verpflichtung von Alexander Esswein auf seiner Position, in den Planungen der Hardtwälder keine Rolle mehr.
Am 1. Februar 2021 wechselte der 29-Jährige Türpitz zum Drittligisten Hansa Rostock. Bei den Mecklenburgern traf er nicht nur auf seinen ehemaligen Trainer aus vergangener Zeit in Magdeburg, Jens Härtel, sondern auch auf fünf weitere Weggefährten jener Tage. Nebst Jan Löhmannsröben, Nils Butzen, Björn Rother, Manuel Farrona Pulido und Tobias Schwede heuerte der gebürtige Laupheimer als sechster Ex-Magdeburg-Spieler in Rostock an. Sein erster Einsatz für die Ostseestädter datiert auf den 5. Februar 2021. Beim Stande von 0:2 im Heimspiel vor pandemiebedingt leeren Rängen im Ostseestadion gegen den SC Verl, wurde Türpitz zur Halbzeit eingewechselt. Mit seinem ersten Treffer im selbigen Spiel zum 3:2 für Hansa in der 90. Spielminute drehte er das Spiel und entschied die Partie zugunsten der Norddeutschen. Zwei weitere solch entscheidenden Tore gelangen ihm gegen den SV Meppen zum 3:2 Endstand in der 90. Spielminute und zum wichtigen 1.0 gegen Unterhaching. Mit diesen drei Treffern in insgesamt 14 Spielen während der Rückrunde der Saison trug Türpitz maßgeblich am Aufstieg der Rostocker in die 2. Bundesliga bei. Im Anschluss trennten sich die Wege von Türpitz und Hansa Rostock.
Zur Saison 2021/22 wechselte Türpitz zum Drittligisten Türkgücü München. Der Verein musste Ende Januar 2022 Insolvenz anmelden und rund zwei Monate später nach dem 31. Spieltag den Spielbetrieb einstellen. Türpitz hatte bis dahin in 24 Drittligaspielen (15-mal von Beginn) 6 Tore erzielt. Nach mehrmonatiger Vereinslosigkeit schloss sich Türpitz in der Winterpause 2022/23 dem Regionalligisten VSG Altglienicke an.

## Erfolge
1. FC Magdeburg
- Aufstieg in die 2. Bundesliga: 2018
- Spieler der Saison der 3. Liga 2017/18

Hansa Rostock
- Aufstieg in die 2. Bundesliga: 2021